# Aaron Gordon

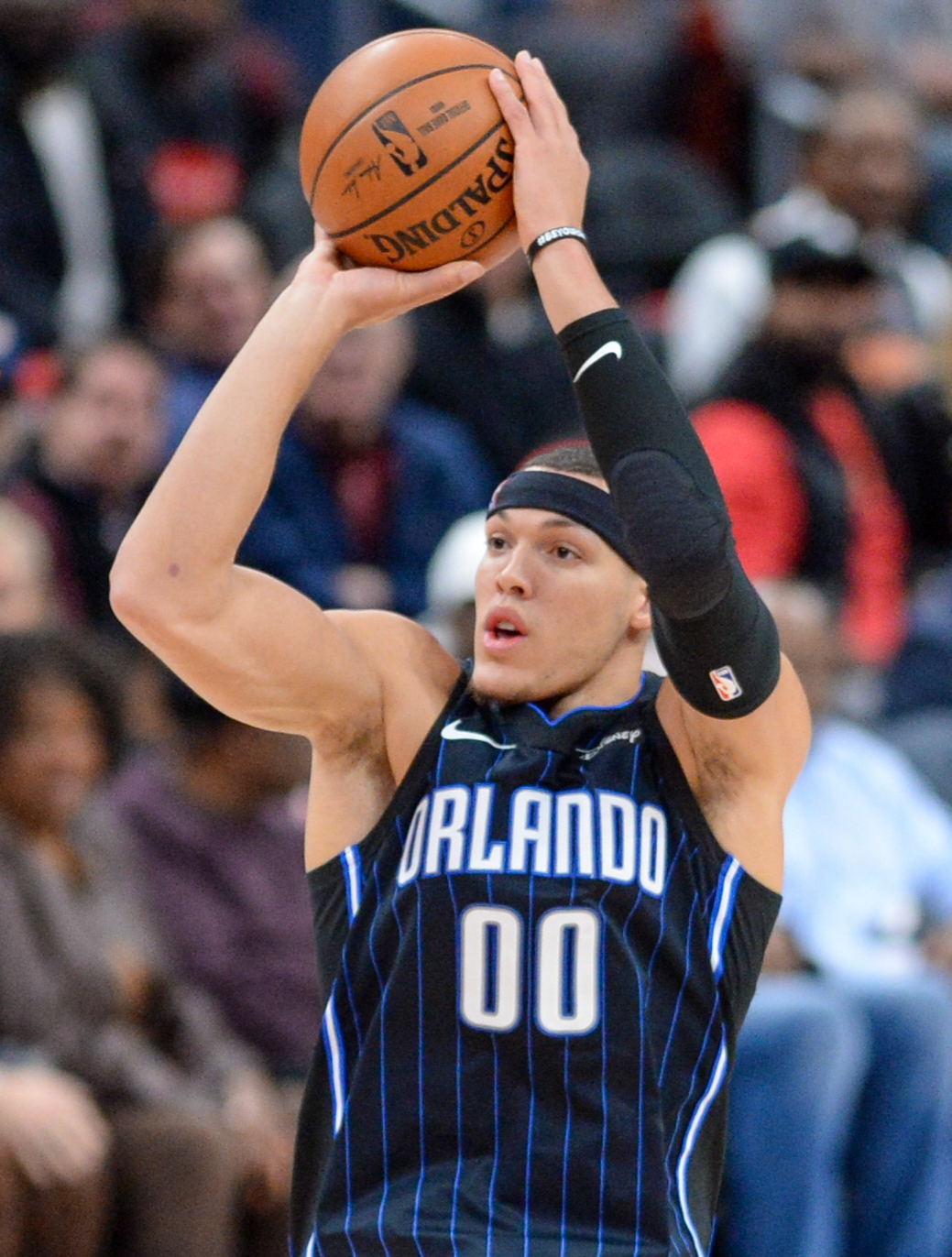
Aaron Gordon, 2019.

Aaron Addison Gordon, född 16 september 1995 i San Jose i Kalifornien, är en amerikansk professionell basketspelare (PF/SF) som spelar för Denver Nuggets i National Basketball Association (NBA). Han har tidigare spelat för Orlando Magic.
Gordon var med om att vinna NBA-mästerskapet, tillsammans med Denver Nuggets, för säsongen 2022–2023.
Han draftades av Orlando Magic i första rundan i 2014 års draft som fjärde spelare totalt.
Innan Gordon blev proffs studerade han vid University of Arizona och spelade för deras idrottsförening Arizona Wildcats.